# Îles Poncan
Les îles Poncan sont situées dans l'océan Indien dans la baie de Sibolga, sur la côte occidentale de la province indonésienne de Sumatra du Nord. 
Les principales îles sont :
- Poncan Gadang ("Poncan la grande"),
- Poncan Ketek ("Poncan la petite"),
- Sarudik,
- et Panjang ("la longue").

De Poncan Gadang, on peut gagner les îles voisines de Pulau Musala et Putih.
Poncan Ketek était autrefois l'emplacement d'un fort où Thomas Stamford Raffles, le fondateur de Singapour aurait été posté avant d'être nommé gouverneur à Bengkulu dans le sud de Sumatra.

## Tourisme
On peut pratiquer la plongée sous-marine dans ces îles.